# Trofeo Ramón de Carranza
El Trofeo Ramón de Carranza es una competición veraniega de fútbol que se celebra en la ciudad de Cádiz a principios de agosto desde 1955, siendo por ello uno de los torneos de verano más prestigiosos de España. Es conocido popularmente como el trofeo de los trofeos e internacionalmente por haber sido una de las primeras competiciones resueltas mediante una tanda de penaltis como forma de resolver un empate tras la prórroga. El gran dominador de la competición es el Atlético de Madrid.

## Historia
En 1955, tras la construcción del Estadio Ramón de Carranza el club se vio inmerso en una de sus más grandes crisis económicas. Debido a esto, los dirigentes del equipo tuvieron que idear nuevas formas para paliar la situación del momento. Se hicieron tómbolas, sorteos y algunas entidades colaboraron económicamente con el Cádiz. Una de estas entidades era el mismísimo ayuntamiento de Cádiz, que subvencionaba al club con la cantidad de cien mil pesetas, las cuales no eran, a pesar de todo, suficientes. Fue entonces cuando a don Juan Ramón Cilleruelo, presidente del club por aquellos tiempos, se le ocurrió, aprovechando el estreno del estadio, la creación de un torneo de fútbol entre equipos de renombre tanto de España como del extranjero. La idea fue transmitida a Vicente del Moral, delegado de Fiestas de Cádiz, quien se la hizo saber al alcalde, don José León de Carranza, hijo del anterior alcalde, siendo este último quien da nombre al trofeo. Fue Carranza hijo quien aceptó de buen grado la creación del torneo y quien acabó por aprobar la propuesta. Los participantes de aquel primer Trofeo fueron el Sevilla, que aceptó la propuesta de jugar el nuevo torneo rápidamente, y el Atlético Clube de Portugal, aunque se planteó que viniera, sin mucho éxito, el Sporting de Lisboa.
Desde la edición 23 siempre ha sido el Cádiz uno de los cuatro participantes. Salvo la 50.ª edición, que se jugó en el estadio Iberoamericano 2010 de San Fernando por problemas en el césped del estadio cadista, siempre se ha jugado en el Ramón de Carranza, sitio en la capital gaditana.
En 1962 (VIII edición) fue la primera vez en la historia del fútbol en que un partido se resolvía en una tanda de cinco penales, a propuesta de Rafael Ballester, periodista gaditano.  Años más tarde, esta forma de resolver los partidos finalizados en empate se ha convertido en la medida más popular y menos injusta (frente a las alternativas que hasta entonces se empleaban en competiciones oficiales, como lanzar una moneda al aire). Aunque ya con anterioridad y en otras competiciones (en fechas muy próximas) se había empleado este método, fue su empleo en aquella final de 1962 la que popularizó el mecanismo.
En el año 2000 el trofeo estuvo a punto de no celebrarse y posiblemente desaparecer, cosa que evitó el presidente Manuel Ruiz de Lopera ofreciendo a su equipo el Real Betis para participar de manera desinteresada en el trofeo.
La edición del 2010 fue especialmente emotiva ya que el RCD Espanyol logró el trofeo el mismo día en el que se cumplía un año del fallecimiento del capitán blanquiazul Dani Jarque. Como homenaje los jugadores lucieron el dorsal 21 en una de las mangas y pusieron al trofeo una camiseta de Dani Jarque. En 2012 el conjunto portugués Nacional de Madeira conquistó el Trofeo Carranza en su debut en este torneo.
En 2013 se celebra el Trofeo con un triangular, así como la edición de 2018.
En 2014 y tras la decepción de la edición anterior, el Trofeo Ramón de Carranza volvió a recuperar su máximo esplendor con los equipos participantes. Cádiz, Atlético de Madrid, Sampdoria y Sevilla. 
La primera semifinal que enfrentó el Cádiz y el Atlético de Madrid acabó con el resultado de 0-1 favorable al equipo de la capital de España. Las gradas del estadio Ramón de Carranza alcanzaron los 19.000 espectadores en este primer partido.
La segunda semifinal que enfrentó al Sevilla y la Sampdoria terminó con el triunfo 0-2 para el conjunto italiano.
La gran final que enfrentó al Atlético de Madrid y la Sampdoria, quedando un resultado de 2-0 para el Atleti, que se llevó así su noveno Trofeo Ramón de Carranza. El equipo anfitrión quedó en 4º lugar por detrás del Sevilla, ganando Sevilla el partido de consolación por 3 goles a cero.
En el 2018, el Real Betis Balompié se proclama campeón después de ganar 4-0 a Las Palmas, siendo una de las mayores goleadas que ha habido en toda la historia del campeonato.
La edición de 2019 tuvo por primera vez a integrantes del fútbol femenino, siendo los contendientes el Tottenham Hotspur Football Club Women, el Real Betis Féminas, el Club Deportivo TACON y el Athletic Club. Tras superar al C. D. TACON en semifinales, el Athletic Club se proclamó vencedor en la tanda de penaltis de la final frente al Tottenham Hotspur, después del empate a un gol al final del tiempo reglamentario.

## Sistema de competición
Cada año se dan cita a cuatro equipos que, normalmente, se enfrentan de la siguiente forma: los equipos se enfrentan en semifinales, el primero contra el segundo (un jueves por la noche o un viernes por la tarde) y el tercero contra el cuarto (ese viernes por la noche). El sábado por la tarde se enfrentan los perdedores de sendos partidos para decidir el tercer y cuarto puesto y por la noche se juega la final, por supuesto, entre los ganadores. El equipo campeón se lleva el trofeo "Ramón de Carranza".
Desde hace unos años, el Trofeo se realiza a partido único.

## Historial
Estos son los participantes del Trofeo Carranza. En las tres primeras ediciones, en la 46ª y 59ª, el sistema de juego no era el mismo que el anteriormente explicado (mientras que en la I, II y XLVI edición, el Torneo se celebró a partido único, en la III y la LXV edición se celebraron semifinales y final, sin partido de consolación y en la 59ª y 64.ª fueron un triangular), por lo que es normal encontrar una distribución distinta de equipos en esas ediciones:
Nota: resaltadas las ediciones con clubes femeninos.
| Edición        | Campeón                | Resultado    | Subcampeón                 | 3.er lugar                             | Resultado                              | 4.o lugar                              |
| -------------- | ---------------------- | ------------ | -------------------------- | -------------------------------------- | -------------------------------------- | -------------------------------------- |
| I - 1955       | Sevilla FC             | 2–1          | Atlético de Portugal       | -                                      | –                                      | -                                      |
| II - 1956      | Sevilla FC             | 3–1          | Atlético de Madrid         | -                                      | –                                      | -                                      |
| III - 1957     | Sevilla FC             | 3–1          | Athletic Club              | CF Os Belenenses / Racing de París (1) | CF Os Belenenses / Racing de París (1) | CF Os Belenenses / Racing de París (1) |
| IV - 1958      | Real Madrid            | 2–0          | Sevilla FC                 | Wiener                                 | 1–0 (pró.)                             | AS Roma                                |
| V - 1959       | Real Madrid            | 4–3          | FC Barcelona               | AC Milan                               | 3–2                                    | Standard Lieja                         |
| VI - 1960      | Real Madrid            | 4–0          | Athletic Club              | Stade de Reims                         | 4–1                                    | Eintracht Frankfurt                    |
| VII - 1961     | FC Barcelona           | 2–1          | CA Peñarol                 | CA River Plate                         | 1–0                                    | Atlético de Madrid                     |
| VIII - 1962    | Barcelona              | (p.) 1–1     | Real Zaragoza              | FC Internazionale                      | 1–0                                    | CA San Lorenzo                         |
| IX - 1963      | SL Benfica             | 7–3 (pró.)   | ACF Fiorentina             | FC Barcelona                           | 4–1                                    | Valencia CF                            |
| X - 1964       | Real Betis             | 2–0 (pró.)   | SL Benfica                 | Real Madrid                            | 2–0                                    | CA Boca Juniors                        |
| XI - 1965      | Real Zaragoza          | 3–2          | SL Benfica                 | CR Flamengo                            | 3–0                                    | Real Betis                             |
| XII - 1966     | Real Madrid            | 2–0          | Torino FC                  | Real Zaragoza                          | 2–0                                    | SC Corinthians                         |
| XIII - 1967    | Valencia CF            | 2–1          | Real Madrid                | CA Peñarol                             | 3–1                                    | CR Vasco da Gama                       |
| XIV - 1968     | Atlético de Madrid     | 1–0          | FC Barcelona               | Real Madrid                            | 3–0                                    | Valencia CF                            |
| XV - 1969      | SE Palmeiras           | 2–0          | Real Madrid                | CA Estudiantes                         | 2–1                                    | Atlético de Madrid                     |
| XVI - 1970     | Real Madrid            | 4–2          | CA Independiente           | AC Milan                               | 5–0                                    | Athletic Club                          |
| XVII - 1971    | SL Benfica             | 3–0          | CA Peñarol                 | Valencia CF                            | 1–0                                    | Atlético de Madrid                     |
| XVIII - 1972   | Athletic Club          | 2–1 (pró.)   | SL Benfica                 | Botafogo FR                            | 4–2                                    | Bayern Múnich                          |
| XIX - 1973     | RCD Espanyol           | 1–0          | Athletic Club              | Ajax Ámsterdam                         | 2–0                                    | Juventus FC                            |
| XX - 1974      | SE Palmeiras           | 2–1          | RCD Espanyol               | FC Barcelona                           | 4–1                                    | Santos FC                              |
| XXI - 1975     | SE Palmeiras           | 3–1          | Real Madrid                | Dinamo Moscú                           | 3–0                                    | Real Zaragoza                          |
| XXII - 1976    | Atlético de Madrid     | 1–0          | Athletic Club              | SE Palmeiras                           | 4–1                                    | Club Nacional                          |
| XXIII - 1977   | Atlético de Madrid     | 2–0          | FC Internazionale          | Vasco da Gama                          | 5–3                                    | Cádiz C. F.                            |
| XXIV - 1978    | Atlético de Madrid     | 1–0          | CA River Plate             | Valencia CF                            | 4–1                                    | Bologna FC 1909                        |
| XXV - 1979     | CR Flamengo            | 2–0          | Újpest Dózsa               | FC Barcelona                           | 2–1                                    | Cádiz C. F.                            |
| XXVI - 1980    | CR Flamengo            | 2–1          | Real Betis                 | FC Dinamo Tbilisi                      | 1–1 (p.)                               | Cádiz C. F.                            |
| XXVII - 1981   | Cádiz C. F.            | 1–0          | Sevilla FC                 | CSKA Sofia                             | 4–0                                    | SE Palmeiras                           |
| XXVIII - 1982  | Real Madrid            | 1–0 (pró.)   | Real Sociedad              | Real Betis                             | 2–2 (pró.)                             | Cádiz C. F.                            |
| XXIX - 1983    | Cádiz C. F.            | 1–1 (5-4 p.) | Real Betis                 | CA Peñarol                             | 1–1 (4-2 p.)                           | Levski Sofia                           |
| XXX - 1984     | Sporting de Gijón      | 1–0          | Athletic Club              | Cádiz C. F.                            | 3–1                                    | FC Barcelona                           |
| XXXI - 1985    | Cádiz C. F.            | 1–1 (4-3 p.) | Grêmio FPA                 | Sevilla Fc                             | 1–0                                    | FK Sarajevo                            |
| XXXII - 1986   | Cádiz C. F.            | 1–1 (3-2 p.) | Real Betis                 | Botafogo FR                            | 1–0                                    | Sporting CP                            |
| XXXIII - 1987  | CR Vasco da Gama       | 2–0          | Cádiz C.F.                 | Club Nacional                          | 2–0                                    | Sevilla FC                             |
| XXXIV - 1988   | CR Vasco da Gama       | 2–1          | Atlético de Madrid         | Cádiz C. F.                            | 3–0                                    | CA Peñarol                             |
| XXXV - 1989    | CR Vasco da Gama       | 2–0          | Club Nacional              | Atlético de Madrid                     | 1–0                                    | Cádiz C. F.                            |
| XXXVI - 1990   | Atlético Mineiro       | 1–0          | Santos FC                  | Cádiz C.F.                             | 1–1 (4-2 p.)                           | Atlético de Madrid                     |
| XXXVII - 1991  | Atlético de Madrid     | 2–1          | Cádiz C.F.                 | Atlético Mineiro                       | 1–0                                    | Sevilla FC                             |
| XXXVIII - 1992 | São Paulo FC           | 4–0          | Real Madrid                | PSV Eindhoven                          | 1–1 (p.)                               | Cádiz C. F.                            |
| XXXIX - 1993   | Cádiz C. F.            | 1–1 (3-1 p.) | SE Palmeiras               | Atlético de Madrid                     | 2–0                                    | São Paulo FC                           |
| XL - 1994      | Cádiz C. F.            | 0–0 (5-4 p.) | Sevilla FC                 | Real Madrid                            | 4–1                                    | SSC Napoli                             |
| XLI - 1995     | Atlético de Madrid     | 4–1          | Real Betis                 | Cádiz C. F.                            | 3–1                                    | Real Zaragoza                          |
| XLII - 1996    | Corinthians            | 2–0          | Real Betis                 | Atlético Celaya                        | 2–0                                    | Cádiz C. F.                            |
| XLIII - 1997   | Atlético de Madrid     | 6–3          | CD Tenerife                | SC Corinthians                         | 3–0                                    | Cádiz C. F.                            |
| XLIV - 1998    | Deportivo de La Coruña | 2–0          | Cádiz C. F.                | UC Sampdoria                           | 3–2                                    | Real Betis                             |
| XLV - 1999     | Real Betis             | 2–2 (4-2 p.) | SS Lazio                   | Cádiz C. F.                            | 1–0                                    | CR Vasco da Gama                       |
| XLVI - 2000    | Real Betis             | 3–0          | Cádiz C. F.                | -                                      | –                                      | -                                      |
| XLVII - 2001   | Real Betis             | 6–1          | Málaga CF                  | RC Celta de Vigo                       | 4–0                                    | Cádiz C. F.                            |
| XLVIII - 2002  | RCD Mallorca           | 0–0 (3-2 p.) | Valencia CF                | Real Betis                             | 2–1                                    | Cádiz C. F.                            |
| XLIX - 2003    | Atlético de Madrid     | 0–0 (4-2 p.) | Málaga CF                  | Real Betis                             | 2–1                                    | Cádiz C. F.                            |
| L - 2004       | Sevilla Fc             | 2–1          | Valencia CF                | Cádiz C. F.                            | 1–0                                    | SS Lazio                               |
| LI - 2005      | Barcelona              | 3–1          | Cádiz C. F.                | Sporting Braga                         | 2–1                                    | Sevilla FC                             |
| LII - 2006     | Cádiz C. F.            | 2–2 (5-4 p.) | Real Betis                 | Villarreal CF                          | 1–0                                    | Real Madrid                            |
| LIII - 2007    | Real Betis             | 1–1 (4-3 p.) | Real Zaragoza              | Real Madrid                            | 3–1                                    | Cádiz C. F.                            |
| LIV - 2008     | Sevilla FC             | 3–0          | Cádiz C. F.                | Athletic Club                          | 1–0                                    | Villarreal CF                          |
| LV - 2009      | Sevilla FC             | 1–0          | RC Deportivo de La Coruña  | Cádiz C. F.                            | 2–1                                    | Valencia CF                            |
| LVI - 2010     | RCD Espanyol           | 1–1 (4-3 p.) | Atlético de Madrid         | Sevilla FC                             | 3–2                                    | Cádiz C. F.                            |
| LVII - 2011    | Cádiz C. F.            | 2–0          | Málaga                     | Udinese Calcio                         | 2–2 (10-9 p.)                          | Sporting CP                            |
| LVIII - 2012   | CD Nacional            | 3–1          | Rayo Vallecano             | CA Osasuna                             | 1–0                                    | Cádiz C. F.                            |
| LIX - 2013     | Sevilla FC             | Tri          | Mogreb Atlético Tetuán     | Cádiz C. F.                            | –                                      | -                                      |
| LX - 2014      | Atlético de Madrid     | 2–0          | UC Sampdoria               | Sevilla FC                             | 3–0                                    | Cádiz C. F.                            |
| LXI - 2015     | Atlético de Madrid     | 3–0          | Real Betis                 | Granada CF                             | 3–1                                    | Cádiz C. F.                            |
| LXII - 2016    | Málaga CF              | 2–1          | Cádiz C. F.                | Atlético de Madrid                     | 2–1                                    | All Stars Nigeria                      |
| LXIII - 2017   | Las Palmas             | 2–0          | Málaga Cf                  | Villarreal CF                          | 3–0                                    | Cádiz C. F.                            |
| LXIV - 2018    | Real Betis             | 4–0          | UD Las Palmas              | Cádiz C. F.                            | –                                      | -                                      |
| LXV - 2019     | Athletic Club          | 1–1 (5-4 p.) | Tottenham Hotspur F. C. W. | CD Tacón / Real Betis Féminas(2)       | CD Tacón / Real Betis Féminas(2)       | CD Tacón / Real Betis Féminas(2)       |
| LXVI - 2020    | Cádiz C. F.            | 1–1 (4-2 p.) | Atlético de Madrid         | -                                      | –                                      | -                                      |
| LXVII - 2021   | Athletic Club          | 1–0          | Atlético de Madrid         | -                                      | –                                      | -                                      |
| LXVIII - 2022  | Atlético de Madrid     | 4-1          | Cádiz C. F.                | -                                      | –                                      | -                                      |
| LXIX - 2023    | Cádiz C. F.            | 1-1 (3-1 p.) | US Lecce                   | -                                      | –                                      | -                                      |
| LXX - 2024     | SS Lazio               | 1-0          | Cádiz C. F.                | -                                      | –                                      | -                                      |
| LXXI - 2025    | Cádiz C. F.            | 1-1 (6-5 p.) | Córdoba C. F.              | -                                      | –                                      | -                                      |

(1) En la III edición del Torneo no se disputó partido de consolación entre los dos equipos eliminados en semifinales (Racing de París y Os Belenenses).
(2) Debido a la particularidad de la edición con contendientes femeninos, en la XIVa edición no hubo disputa por el tercer puesto como es habitual, sino que en su lugar el perdedor de la segunda semifinal disputó un encuentro frente al equipo femenino del Cádiz Club de Fútbol, organizador del torneo.

## Palmarés
| Equipo                       | Títulos | Subcamp. | Años campeonatos                                                 |
| ---------------------------- | ------- | -------- | ---------------------------------------------------------------- |
| Cádiz C. F.                  | 11      | 9        | 1981, 1983, 1985, 1986, 1993, 1994, 2006, 2011, 2020, 2023, 2025 |
| Atlético de Madrid           | 11      | 4        | 1968, 1976, 1977, 1978, 1991, 1995, 1997, 2003, 2014, 2015, 2022 |
| Sevilla F. C.                | 7       | 3        | 1955, 1956, 1957, 2004, 2008, 2009, 2013                         |
| Real Betis Balompié          | 6       | 7        | 1964, 1999, 2000, 2001, 2007, 2018                               |
| Real Madrid C. F.            | 6       | 4        | 1958, 1959, 1960, 1966, 1970, 1982                               |
| F. C. Barcelona              | 3       | 2        | 1961, 1962, 2005                                                 |
| S. E. Palmeiras              | 3       | 1        | 1969, 1974, 1975                                                 |
| C. R. Vasco da Gama          | 3       | –        | 1987, 1988, 1989                                                 |
| S. L. Benfica                | 2       | 3        | 1963, 1971                                                       |
| R. C. D. Espanyol            | 2       | 1        | 1973, 2010                                                       |
| C. R. Flamengo               | 2       | –        | 1979, 1980                                                       |
| Athletic Club (femenino)     | 2       | –        | 2019, 2021                                                       |
| Athletic Club                | 1       | 5        | 1972                                                             |
| Málaga C. F.                 | 1       | 4        | 2016                                                             |
| Real Zaragoza                | 1       | 2        | 1965                                                             |
| Valencia C. F.               | 1       | 2        | 1967                                                             |
| R. C. Deportivo de La Coruña | 1       | 1        | 1998                                                             |
| U. D. Las Palmas             | 1       | 1        | 2017                                                             |
| S. S. Lazio                  | 1       | 1        | 2024                                                             |
| Sporting de Gijón            | 1       | –        | 1984                                                             |
| Atlético Mineiro             | 1       | –        | 1990                                                             |
| São Paulo F. C.              | 1       | –        | 1992                                                             |
| S. C. Corinthians            | 1       | –        | 1996                                                             |
| R. C. D. Mallorca            | 1       | –        | 2002                                                             |
| C. D. Nacional               | 1       | –        | 2012                                                             |

### Títulos por país
| País       | Títulos | Subcampeonatos | Clubes campeones |
| ---------- | ------- | -------------- | --- |
| España     | 52      | 47             | C. Atlético de Madrid, Cádiz C. F., Sevilla F. C., Real Betis Balompié, Real Madrid C. F., F. C. Barcelona, R. C. D. Espanyol, Athletic Club, Málaga C. F., Real Zaragoza, Valencia C. F., R. C. D. La Coruña, U. D. Las Palmas, Sporting de Gijón, R. C. D. Mallorca, Athletic Club (femenino) |
| Brasil     | 11      | 3              | S. E. Palmeiras, C. R. Vasco da Gama, C. R. Flamengo, C. Atlético Mineiro, São Paulo F. C., S. C. Corinthians |
| Portugal   | 3       | 4              | S. L. Benfica, C. D. Nacional |
| Italia     | 1       | 5              | S. S. Lazio |
| Uruguay    | –       | 3              | |
| Argentina  | –       | 2              | |
| Hungría    | –       | 1              | |
| Marruecos  | –       | 1              | |
| Inglaterra | –       | 1              | |

## Estadísticas

### Tabla histórica de goleadores
| \| Pos. \| Jugador \| Goles \| Equipo/s \| \| ---- \| ---------------------- \| ----- \| ----------------------------------- \| \| 1 \| Francisco "Paco" Gento \| 9 \| Real Madrid C. F. \| \| = \| Eusébio da Silva \| 9 \| S. L. Benfica \| \| 3 \| Alfredo Di Stéfano \| 8 \| Real Madrid C. F. \| \| 4 \| Ferenc Puskás \| 7 \| Real Madrid C. F. \| \| 5 \| Marcelino Martínez \| 6 \| Real Zaragoza \| \| = \| José Torres \| 6 \| S. L. Benfica \| \| = \| Mágico González \| 6 \| Cádiz C. F. \| \| 8 \| Arthur Antunes Zico \| 5 \| C. R. Flamengo \| \| = \| Júlio Baptista[8] \| 5 \| Sevilla F. C. (3), Málaga C. F. (2) \| Estadísticas actualizadas a fin de edición 2021. |                        |       |                                     |
| Pos. | Jugador                | Goles | Equipo/s                            |
| 1 | Francisco "Paco" Gento | 9     | Real Madrid C. F.                   |
| = | Eusébio da Silva       | 9     | S. L. Benfica                       |
| 3 | Alfredo Di Stéfano     | 8     | Real Madrid C. F.                   |
| 4 | Ferenc Puskás          | 7     | Real Madrid C. F.                   |
| 5 | Marcelino Martínez     | 6     | Real Zaragoza                       |
| = | José Torres            | 6     | S. L. Benfica                       |
| = | Mágico González        | 6     | Cádiz C. F.                         |
| 8 | Arthur Antunes Zico    | 5     | C. R. Flamengo                      |
| = | Júlio Baptista         | 5     | Sevilla F. C. (3), Málaga C. F. (2) |

### Jugadores con mayor cantidad de encuentros disputados
| \| Pos. \| Jugador \| Partidos \| Equipo/s \| \| ---- \| ---------------------- \| -------- \| -------------------------------- \| \| 1 \| Chico Linares \| 18 \| Cádiz C. F. \| \| 2 \| Francisco "Paco" Gento \| 17 \| Real Madrid C. F. \| \| 3 \| Carmelo Navarro \| 16 \| Real Betis Balompié, Cádiz C. F. \| \| = \| Juan José Jiménez \| 16 \| Cádiz C. F., Real Madrid C. F. \| \| 5 \| Alfonso Cortijo \| 15 \| Cádiz C. F., Sevilla F. C. \| \| = \| José "Pepe" Mejías \| 15 \| Cádiz C. F. \| Estadísticas actualizadas a fin de edición 2021. |                        |          |                                  |
| Pos. | Jugador                | Partidos | Equipo/s                         |
| 1 | Chico Linares          | 18       | Cádiz C. F.                      |
| 2 | Francisco "Paco" Gento | 17       | Real Madrid C. F.                |
| 3 | Carmelo Navarro        | 16       | Real Betis Balompié, Cádiz C. F. |
| = | Juan José Jiménez      | 16       | Cádiz C. F., Real Madrid C. F.   |
| 5 | Alfonso Cortijo        | 15       | Cádiz C. F., Sevilla F. C.       |
| = | José "Pepe" Mejías     | 15       | Cádiz C. F.                      |

## Impacto social y económico
El trofeo supone para Cádiz toda una fiesta veraniega. Hasta su prohibición en 2017, desde la tarde del sábado de trofeo hasta la madrugada del domingo, los gaditanos organizaban barbacoas con la familia o los amigos que llegan a congregar a muchísimas personas en la zona costera, en torno a las 100.000 personas en los últimos años, según el Ayuntamiento. Finalmente fueron vetadas dichas congregaciones por el propio ayuntamiento debido a la alta contaminación provocada en las playas, llegando dos de ellas a perder su estatus de bandera azul.